# Docalidia venezuelensis
Docalidia venezuelensis är en insektsart som beskrevs av Nielson 1979. Docalidia venezuelensis ingår i släktet Docalidia och familjen dvärgstritar. Inga underarter finns listade i Catalogue of Life.